# Santa Barbara City College

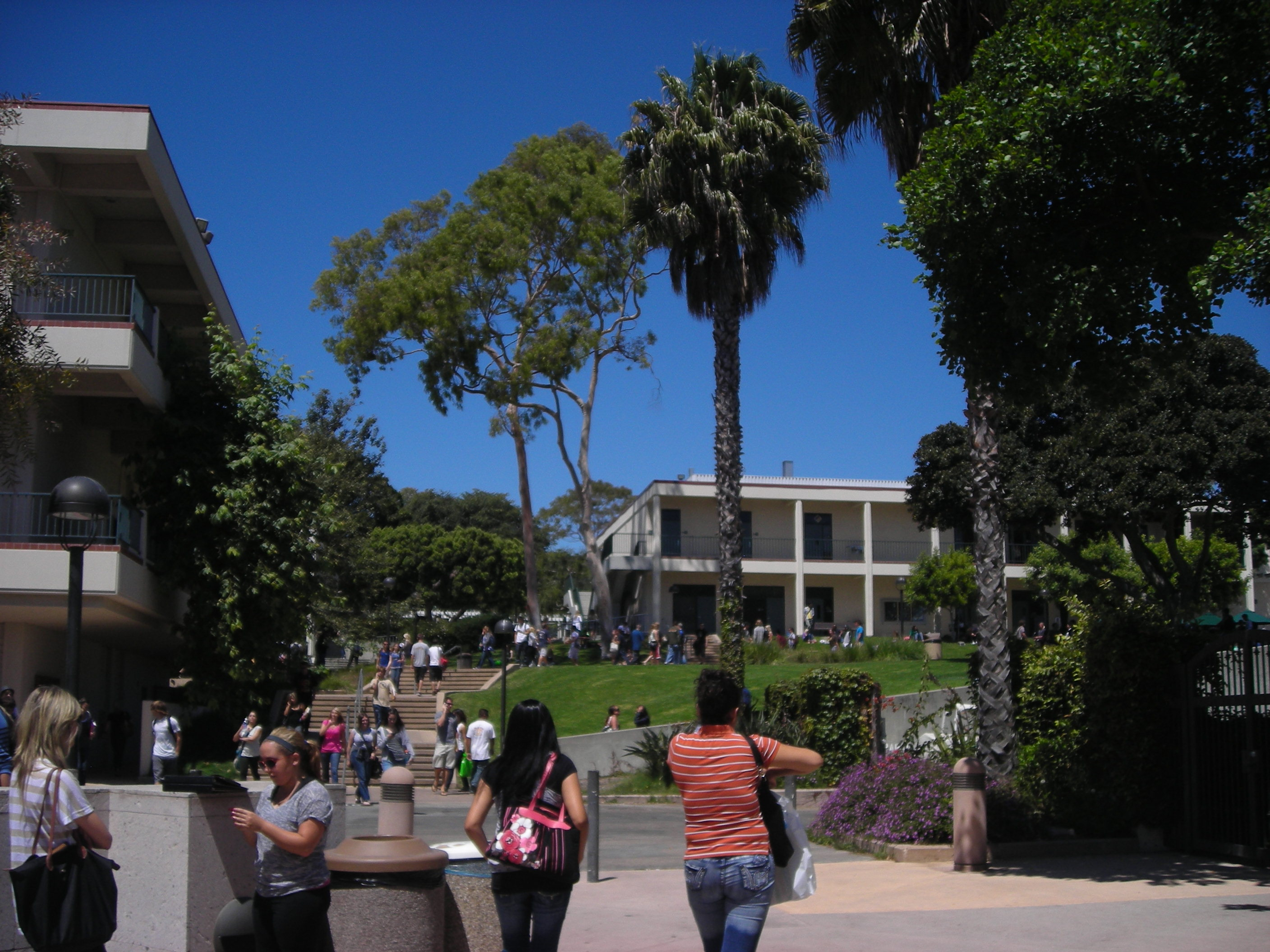
Campus på Santa Barbara City College. Foto: Johan Hammerby

Santa Barbara City College (SBCC) är ett college som ligger i Santa Barbara, Kalifornien, i USA. Det är ett 2-årigt community college som grundades 1909. Skolan har cirka 20 000 studenter. Omkring 2000 av dessa är internationella studenter. Skolans färger är rött, vitt och svart och skolans idrottslag heter Vaqueros.